# Герман Соловецкий
Ге́рман Солове́цкий (? — 1479, Новгород) — преподобный Русской церкви, основатель Соловецкого монастыря (вместе с преподобными Зосимой и Савватием). Память совершается (по юлианскому календарю) 30 июля (обретение мощей) и 8 августа (перенесение мощей).

## Жизнеописание
Родился в городе Тотьме (Новгородская республика), образования не получил. Согласно житию Савватия Соловецкого, Герман был этническим карелом («сей родом корѣлскых людей»).
В 1428 году вместе с рыбаками ушёл на поморский берег, посетил Соловецкий остров, а затем поселился при часовне на реке Выг. Познакомившись с Савватием, монахом Валаамского монастыря, Герман переселился с ним на Соловецкий остров. Вдвоём они построили келью, в которой прожили около шести лет. В 1435 году Герман отправился в Онегу за припасами, в его отсутствие Савватий скончался. Спустя некоторое время к Герману присоединился молодой отшельник Зосима, построивший себе келью в полуверсте от кельи Германа. Постепенно к ним присоединились другие отшельники и был основан Соловецкий монастырь.
В 1479 году игумен Арсений направил Германа в Новгород по делам монастыря, где тот скончался в монастыре Антония Римлянина.
В 1690 году архиепископ Холмогорский Афанасий (Любимов) по просьбе соловецких монахов благословил «пустынножителя старца преподобного Германа за его многолетные постнические труды иметь и почитать яко угодника Божия… обаче… праздновать и песнопения творить со всенощным пением по уставу ему — старцу Герману — мы не указали». Патриарх Московский Иоаким грамотой в 1692 году установил местное почитание преподобного Германа. Для общецерковного почитания имя Германа включено в Собор Новгородских святых (1831), Собор Карельских святых (1974) и Собор Соловецких святых (1993).

## Судьба мощей Германа Соловецкого
Тело преподобного хотели отвезти на Соловки, но из-за весенней распутицы оно было захоронено у часовни в деревне Хавроньиной на реке Свирь. В 1484 году при игумене Исаии мощи Германа были перенесены в Соловецкий монастырь. Их поместили с правой стороны алтаря Никольского храма обители, рядом с мощами преподобного Савватия.
После закрытия монастыря и создания в нём Соловецкого лагеря мощи Германа, Зосимы и Савватия были изъяты и возвращены верующим только в 1990 году. До 1992 года они хранились в Троицком соборе Александро-Невской лавры, в августе во время визита на Соловки патриарха Алексия II они были возвращены в обитель.